# Lista de monarcas da Inglaterra

Estandarte Real da Inglaterra

A monarquia no Reino da Inglaterra começou com Etelstano e terminou com Ana, que se tornou rainha do Reino da Grã-Bretanha quando a Inglaterra e a Escócia se uniram no Tratado de União de 1707.
Wesex era o reino anglo-saxão dominante no século IX, e Alfredo adotou o título de "Rei dos Ingleses e Saxões". No início do século X, seu filho Eduardo, o Velho controlava o sul da Inglaterra, porém Nortúmbria era independente até ser conquistada por Etelstano em 927. Assim, ele é considerado como sendo o primeiro rei da Inglaterra.
O Principado de Gales foi incorporado a Inglaterra sob o Estatuto de Rhuddlan em 1284, e em 1301, Eduardo I investiu em seu filho o título de Príncipe de Gales. Desde então, com exceção de Eduardo III, os filhos mais velhos e herdeiros do monarca inglês tem recebido esse título. Após a morte de Isabel I em 1603 sem herdeiros, as coroas da Inglaterra e Escócia foram unidas em união pessoal por Jaime VI da Escócia, que se tornou também Jaime I de Inglaterra. Por proclamação real, Jaime se intitulou "Rei da Grã-Bretanha", porém o título só passou a ser usado oficialmente a partir de 1707.

## Dinastia de Wessex
| Nome                                                                             | Retrato                               | Nascimento                                       | Casamento(s)                   | Morte                                      | Ref   |
| -------------------------------------------------------------------------------- | ------------------------------------- | ------------------------------------------------ | ------------------------------ | ------------------------------------------ | ----- |
| Etelstano 927 – 27 de outubro de 939                                             |                                       | 893/5 filho de Eduardo, o Velho e Ecgwynn        | não se casou                   | 27 de outubro de 939 43, 44, 45 ou 46 anos | [ 1 ] |
| Edmundo I 28 de outubro de 939 – 26 de maio de 946                               |                                       | 921 filho de Eduardo, o Velho e Edgiva de Câncio | Elgiva de Shaftesbury 2 filhos | 26 de maio de 946 24 ou 25 anos            | [ 2 ] |
| Edmundo I 28 de outubro de 939 – 26 de maio de 946                               | Athelflaed de Damerham 944 sem filhos | 921 filho de Eduardo, o Velho e Edgiva de Câncio |                                | 26 de maio de 946 24 ou 25 anos            | [ 2 ] |
| Edredo 27 de maio de 946 – 23 de novembro de 955                                 |                                       | 923 filho de Eduardo, o Velho e Edgiva de Câncio | não se casou                   | 23 de novembro de 955 31 ou 32 anos        | [ 3 ] |
| Eduíno 24 de novembro de 955 – 1 de outubro de 959                               |                                       | 940 filho de Edmundo I e Edgiva de Shaftesbury   | Edgiva                         | 1 de outubro de 959 18 ou 19 anos          | [ 4 ] |
| Edgar 2 de outubro de 959 – 8 de julho de 975                                    |                                       | 943 filho de Edmundo I e Edgiva de Shaftesbury   | Athelflaed c. 960 1 filho      | 8 de julho de 975 31 ou 32 anos            | [ 5 ] |
| Edgar 2 de outubro de 959 – 8 de julho de 975                                    | Alfrida c. 964 2 filhos               | 943 filho de Edmundo I e Edgiva de Shaftesbury   |                                | 8 de julho de 975 31 ou 32 anos            | [ 5 ] |
| Eduardo, o Mártir 9 de julho de 975 – 18 de março de 978                         |                                       | 962 filho de Edgar e Athelflaed                  | não se casou                   | 18 de março de 978 15 ou 16 anos           | [ 6 ] |
| Etelredo 19 de março de 978 – 25 de dezembro de 1013 (deposto, primeiro reinado) |                                       | 968 filho de Edgar e Alfrida                     | Elgiva de Iorque 991 9 filhos  | 23 de abril de 1016 47 ou 48 anos          | [ 7 ] |
| Etelredo 19 de março de 978 – 25 de dezembro de 1013 (deposto, primeiro reinado) | Ema da Normandia 1002 3 filhos        | 968 filho de Edgar e Alfrida                     |                                | 23 de abril de 1016 47 ou 48 anos          | [ 7 ] |

## Dinastia de Knýtlinga
A Inglaterra foi dominada por reis dinamarqueses durante e após o reinado de Etelredo.
| Nome                                                  | Retrato                              | Nascimento                                            | Casamento(s)                        | Morte                                | Ref   |
| ----------------------------------------------------- | ------------------------------------ | ----------------------------------------------------- | ----------------------------------- | ------------------------------------ | ----- |
| Sueno 25 de dezembro de 1013 – 3 de fevereiro de 1014 |                                      | 960 filho de Haroldo I da Dinamarca e Gyrid da Suécia | Grundilda de Wenden c. 990 7 filhos | 3 de fevereiro de 1014 53 ou 54 anos | [ 8 ] |
| Sueno 25 de dezembro de 1013 – 3 de fevereiro de 1014 | Sigride, a Orgulhosa c. 1000 1 filha | 960 filho de Haroldo I da Dinamarca e Gyrid da Suécia |                                     | 3 de fevereiro de 1014 53 ou 54 anos | [ 8 ] |

## Dinastia de Wessex (restaurada, primeira vez)
Após a morte de Sueno, Etelredo voltou do exílio e foi proclamado rei novamente em 3 de fevereiro de 1014. Seu filho o sucedeu depois de ser escolhido rei pelos cidadãos de Londres.
| Nome                                                                    | Retrato                        | Nascimento                               | Casamento(s)                  | Morte                                | Ref   |
| ----------------------------------------------------------------------- | ------------------------------ | ---------------------------------------- | ----------------------------- | ------------------------------------ | ----- |
| Etelredo 3 de fevereiro de 1014 – 23 de abril de 1016 (segundo reinado) |                                | 968 filho de Edgar e Alfrida             | Edgiva de Iorque 991 9 filhos | 23 de abril de 1016 47 ou 48 anos    | [ 7 ] |
| Etelredo 3 de fevereiro de 1014 – 23 de abril de 1016 (segundo reinado) | Ema da Normandia 1002 3 filhos | 968 filho de Edgar e Alfrida             |                               | 23 de abril de 1016 47 ou 48 anos    | [ 7 ] |
| Edmundo II 24 de abril – 30 de novembro de 1016                         |                                | 993 filho de Etelredo e Edgiva de Iorque | Edite 2 filhos                | 30 de novembro de 1016 22 ou 23 anos | [ 9 ] |

## Dinastia de Knýtlinga (autenticada)
Após a Batalha de Assandun em 18 de outubro de 1016, Edmundo II assinou um tratado com Canuto II da Dinamarca em que toda a Inglaterra, com exceção de Wessex, seria controlada pelo rei dinamarquês. Após a morte de Edmundo em 30 de novembro do mesmo ano, Canuto tornou-se o monarca de todo o reino da Inglaterra.
| Nome                                                   | Retrato                                 | Nascimento                                                | Casamento(s)                     | Morte                                | Ref    |
| ------------------------------------------------------ | --------------------------------------- | --------------------------------------------------------- | -------------------------------- | ------------------------------------ | ------ |
| Canuto 30 de novembro de 1016 – 12 de novembro de 1035 |                                         | 995 filho de Sueno e Grunhilda de Wenden                  | Aelfgifu de Northampton 2 filhos | 12 de novembro de 1035 39 ou 40 anos | [ 10 ] |
| Canuto 30 de novembro de 1016 – 12 de novembro de 1035 | Ema da Normandia julho de 1017 2 filhos | 995 filho de Sueno e Grunhilda de Wenden                  |                                  | 12 de novembro de 1035 39 ou 40 anos | [ 10 ] |
| Haroldo I 13 de novembro de 1035 – 17 de março de 1040 |                                         | janeiro de 1005 filho de Canuto e Aelfgifu de Northampton | Aelfgifu 1 filho                 | 17 de março de 1040 25 anos          | [ 11 ] |
| Hardacanuto 17 de março de 1040 – 8 de junho de 1042   |                                         | 1018 filho de Canuto e Ema da Normandia                   | não se casou                     | 8 de junho de 1042 23 ou 24 anos     | [ 12 ] |

## Dinastia de Wessex (restaurada, segunda vez)
Após a morte de Hardacanuto, houve uma restauração anglo-saxã entre 1042 e 1066.
| Nome                                                           | Retrato                          | Nascimento                                                    | Casamento(s)                                     | Morte                               | Ref    |
| -------------------------------------------------------------- | -------------------------------- | ------------------------------------------------------------- | ------------------------------------------------ | ----------------------------------- | ------ |
| Eduardo, o Confessor 9 de junho de 1042 – 5 de janeiro de 1066 |                                  | 1003 filho de Etelredo e Ema da Normandia                     | Edite de Wessex 23 de janeiro de 1045 sem filhos | 5 de janeiro de 1066 62 ou 63 anos  | [ 13 ] |
| Haroldo II 6 de janeiro – 14 de outubro de 1066 (deposto)      |                                  | 1020 filho de Goduíno, Conde de Wessex e Githa Thorkelsdóttir | Edite, a Justa 5 filhos                          | 14 de outubro de 1066 45 ou 46 anos | [ 14 ] |
| Haroldo II 6 de janeiro – 14 de outubro de 1066 (deposto)      | Edite de Mércia c. 1064 2 filhos | 1020 filho de Goduíno, Conde de Wessex e Githa Thorkelsdóttir |                                                  | 14 de outubro de 1066 45 ou 46 anos | [ 14 ] |

## Dinastia da Normandia
Em 1066, Guilherme II, Duque da Normandia, um vassalo do rei da França e primo de Eduardo, o Confessor, invadiu e conquistou a Inglaterra, mudando permanentemente a capital de Winchester para Londres. Após a morte de Haroldo II na Batalha de Hastings em 14 de outubro, Edgar de Wessex foi eleito rei, porém ele não conseguiu resistir aos invasores e nunca foi coroado. Guilherme foi coroado Rei Guilherme I da Inglaterra no natal de 1066.
| Nome                                                       | Retrato                                             | Nascimento                                                      | Casamento(s)                                     | Morte                               | Ref    |
| ---------------------------------------------------------- | --------------------------------------------------- | --------------------------------------------------------------- | ------------------------------------------------ | ----------------------------------- | ------ |
| Guilherme I 25 de dezembro de 1066 – 9 de setembro de 1087 |                                                     | 1028 filho de Roberto I, Duque da Normandia e Arlete de Falaise | Matilde de Flandres 1053 10 filhos               | 9 de setembro de 1087 58 ou 59 anos | [ 15 ] |
| Guilherme II 26 de setembro de 1087 – 2 de agosto de 1100  |                                                     | 1056 filho de Guilherme I e Matilde de Flandres                 | não se casou                                     | 2 de agosto de 1100 43 ou 44 anos   | [ 16 ] |
| Henrique I 5 de agosto de 1100 – 1 de dezembro de 1135     |                                                     | setembro de 1068 filho de Guilherme I e Matilde de Flandres     | Edite da Escócia 11 de novembro de 1100 4 filhos | 1 de dezembro de 1135 67 anos       | [ 17 ] |
| Henrique I 5 de agosto de 1100 – 1 de dezembro de 1135     | Adeliza de Lovaina 29 de janeiro de 1121 sem filhos | setembro de 1068 filho de Guilherme I e Matilde de Flandres     |                                                  | 1 de dezembro de 1135 67 anos       | [ 17 ] |

## Dinastia de Blois
Estêvão era o sobrinho de Henrique I e tomou o trono de sua prima Matilde de Inglaterra, filha de Henrique e sua única herdeira, o que resultou no período da história inglesa conhecido como A Anarquia que durou de 1135 a 1153.
| Nome                                                   | Retrato | Nascimento                                               | Casamento                                    | Morte                                       | Ref    |
| ------------------------------------------------------ | ------- | -------------------------------------------------------- | -------------------------------------------- | ------------------------------------------- | ------ |
| Estêvão 22 de dezembro de 1135 – 25 de outubro de 1154 |         | 1092/6 filho de Adela da Normandia e Estêvão II de Blois | Matilde I, Condessa de Bolonha 1125 5 filhos | 25 de outubro de 1154 57, 58, 61 ou 62 anos | [ 18 ] |

## Dinastia Plantageneta
Após a ascensão de Henrique II em 1154, a dinastia Plantageneta governou a Inglaterra até 1603, embora em determinados períodos de tempo seus ramos de família tenham adotado sobrenomes diferentes. As Casas de Iorque, Lencastre e Beaufort (através de João de Gante e Catarina Swynford) são descendentes dos Plantageneta.
| Nome                                                              | Retrato                                             | Nascimento                                                                      | Casamento(s)                                                   | Morte                           | Ref    |
| ----------------------------------------------------------------- | --------------------------------------------------- | ------------------------------------------------------------------------------- | -------------------------------------------------------------- | ------------------------------- | ------ |
| Henrique II 25 de outubro de 1154 – 6 de julho de 1189            |                                                     | 5 de março de 1133 filho de Matilde de Inglaterra e Godofredo V, Conde de Anjou | Leonor da Aquitânia 1125 9 filhos                              | 6 de julho de 1189 56 anos      | [ 19 ] |
| Ricardo I 6 de julho de 1189 – 6 de abril de 1199                 |                                                     | 8 de setembro de 1157 filho de Henrique II e Leonor da Aquitânia                | Berengária de Navarra 12 de maio de 1191 sem filhos            | 6 de abril de 1199 41 anos      | [ 20 ] |
| João 6 de abril de 1199 – 19 de outubro de 1216                   |                                                     | 24 de dezembro de 1166 filho de Henrique II e Leonor da Aquitânia               | Isabel, Condessa de Gloucester 29 de agosto de 1189 sem filhos | 18 de outubro de 1216 49 anos   | [ 21 ] |
| João 6 de abril de 1199 – 19 de outubro de 1216                   | Isabel de Angolema 24 de agosto de 1200 5 filhos    | 24 de dezembro de 1166 filho de Henrique II e Leonor da Aquitânia               |                                                                | 18 de outubro de 1216 49 anos   | [ 21 ] |
| Henrique III 19 de outubro de 1216 – 16 de novembro de 1272       |                                                     | 1 de outubro de 1207 filho de João e Isabel de Angolema                         | Leonor da Provença 14 de Janeiro de 1236 5 filhos              | 16 de novembro de 1272 65 anos  | [ 22 ] |
| Eduardo I 16 de novembro de 1272 – 7 de julho de 1307             |                                                     | 17/18 de junho de 1239 filho de Henrique III e Leonor da Provença               | Leonor de Castela 18 de outubro de 1254 14 filhos              | 7 de julho 1307 68 anos         | [ 23 ] |
| Eduardo I 16 de novembro de 1272 – 7 de julho de 1307             | Margarida de França 10 de setembro de 1299 3 filhos | 17/18 de junho de 1239 filho de Henrique III e Leonor da Provença               |                                                                | 7 de julho 1307 68 anos         | [ 23 ] |
| Eduardo II 7 de julho de 1307 – 21 de janeiro de 1327 (abdicou)   |                                                     | 25 de abril de 1284 filho de Eduardo I e Leonor de Castela                      | Isabel de França 25 de Janeiro de 1308 4 filhos                | 21 de setembro de 1327 43 anos  | [ 24 ] |
| Eduardo III 21 de janeiro de 1327 – 21 de junho de 1377           |                                                     | 13 de novembro de 1312 filho de Eduardo II e Isabel de França                   | Filipa de Hainault 24 de janeiro de 1328 11 filhos             | 21 de junho de 1377 64 anos     | [ 25 ] |
| Ricardo II 21 de junho de 1377 – 30 de setembro de 1399 (deposto) |                                                     | 6 de janeiro de 1367 filho de Eduardo, o Príncipe Negro e Joana de Kent         | Ana da Boêmia 14 de janeiro de 1382 sem filhos                 | 14 de fevereiro de 1400 33 anos | [ 26 ] |
| Ricardo II 21 de junho de 1377 – 30 de setembro de 1399 (deposto) | Isabel de Valois 4 de novembro de 1396 sem filhos   | 6 de janeiro de 1367 filho de Eduardo, o Príncipe Negro e Joana de Kent         |                                                                | 14 de fevereiro de 1400 33 anos | [ 26 ] |

## Dinastia de Lencastre
Os Lencastre descendiam de João de Gante, terceiro filho de Eduardo III. Henrique IV depôs Ricardo II e retirou da sucessão Edmundo Mortimer, descendente do segundo filho de Eduardo III, Leonel de Antuérpia. A pretensão de Edmundo Mortimer ao trono passaria para a Casa de Iorque.
| Nome                                                                              | Retrato                                            | Nascimento                                                                               | Casamento(s)                                   | Morte                        | Ref    |
| --------------------------------------------------------------------------------- | -------------------------------------------------- | ---------------------------------------------------------------------------------------- | ---------------------------------------------- | ---------------------------- | ------ |
| Henrique IV 30 de setembro de 1399 – 20 de março de 1413                          |                                                    | 15 de abril de 1367 filho de João de Gante, 1.º Duque de Lencastre e Branca de Lencastre | Maria de Bohun 27 de julho de 1380 7 filhos    | 20 de Março de 1413 45 anos  | [ 27 ] |
| Henrique IV 30 de setembro de 1399 – 20 de março de 1413                          | Joana de Navarra 7 de fevereiro de 1403 sem filhos | 15 de abril de 1367 filho de João de Gante, 1.º Duque de Lencastre e Branca de Lencastre |                                                | 20 de Março de 1413 45 anos  | [ 27 ] |
| Henrique V 21 de março de 1413 – 31 de agosto de 1422                             |                                                    | 16 de setembro de 1386 filho de Henrique IV e Maria de Bohun                             | Catarina de Valois 2 de Junho de 1420 1 filho  | 31 de agosto de 1422 35 anos | [ 28 ] |
| Henrique VI 31 de agosto de 1422 – 4 de março de 1461 (deposto, primeiro reinado) |                                                    | 6 de dezembro de 1421 filho de Henrique V e Catarina de Valois                           | Margarida de Anjou 22 de abril de 1445 1 filho | 21 de maio de 1471 49 anos   | [ 29 ] |

## Dinastia de Iorque
| Nome                                                                             | Retrato | Nascimento                                                                  | Casamento                                    | Morte                      | Ref    |
| -------------------------------------------------------------------------------- | ------- | --------------------------------------------------------------------------- | -------------------------------------------- | -------------------------- | ------ |
| Eduardo IV 4 de março de 1461 – 2 de outubro de 1470 (deposto, primeiro reinado) |         | 28 de abril de 1442 filho de Ricardo, 3.° Duque de Iorque e Cecília Neville | Isabel Woodville 1 de maio de 1464 10 filhos | 9 de abril de 1483 40 anos | [ 30 ] |

## Dinastia de Lencastre (restaurada)
| Nome                                                                               | Retrato | Nascimento                                                     | Casamento                                      | Morte                      | Ref    |
| ---------------------------------------------------------------------------------- | ------- | -------------------------------------------------------------- | ---------------------------------------------- | -------------------------- | ------ |
| Henrique VI 20 de outubro de 1470 – 11 de abril de 1471 (deposto, segundo reinado) |         | 6 de dezembro de 1421 filho de Henrique V e Catarina de Valois | Margarida de Anjou 22 de abril de 1445 1 filho | 21 de maio de 1471 49 anos | [ 29 ] |

## Dinastia de Iorque (restaurada)
| Nome                                                                  | Retrato | Nascimento                                                                   | Casamento                                    | Morte                        | Ref    |
| --------------------------------------------------------------------- | ------- | ---------------------------------------------------------------------------- | -------------------------------------------- | ---------------------------- | ------ |
| Eduardo IV 11 de abril de 1471 – 9 de abril de 1483 (segundo reinado) |         | 28 de abril de 1442 filho de Ricardo, 3.° Duque de Iorque e Cecília Neville  | Isabel Woodville 1 de maio de 1464 10 filhos | 9 de abril de 1483 40 anos   | [ 30 ] |
| Eduardo V 9 de abril – 25 de junho de 1483                            |         | 2 de novembro de 1470 filho de Eduardo IV e Isabel Woodville                 | não se casou                                 | c. 1483 12 anos              | [ 31 ] |
| Ricardo III 26 de junho de 1483 – 22 de agosto de 1485 (deposto)      |         | 2 de outubro de 1452 filho de Ricardo, 3.° Duque de Iorque e Cecília Neville | Ana Neville 12 de julho de 1472 1 filho      | 22 de agosto de 1485 32 anos | [ 32 ] |

## Dinastia de Tudor
Os Tudor descendiam de João Beaufort, 1.º Conde de Somerset, filho bastardo de João de Gante (terceiro filho de Eduardo III) e sua amante Catarina Swynford. Os descendentes bastardos de monarcas ingleses normalmente não teriam direito nenhum ao trono, porém a situação foi complicada quando Gante e Swynford casaram-se em 1396 (25 anos após o nascimento de Beaufort). A igreja retroativamente declarou os descendentes de Beaufort legítimos através de um decreto papal. A subsequente proclamação de Henrique IV, filho legítimo de Gante, também reconheceu a legitimidade de Beaufort, porém foi declarado que eles não poderiam assumir o trono. Mesmo assim, os Beaufort permaneceram aliados aos descendentes de Gante, a Casa de Lancaster.
Margarida Beaufort, neta de João Beaufort, casou-se com Edmundo Tudor. Ele era filho de Owen Tudor e Catarina de Valois, a viúva de Henrique V. Edmundo Tudor e seus irmãos eram ilegítimos e deviam suas fortunas ao meio-irmão Henrique VI. Quando a Casa de Lencastre perdeu todo seu poder, os Tudor também perderam. No final do século XV, os Tudor eram a última esperança para os apoiadores dos Lencastre. O filho de Edmundo Tudor tornou-se Henrique VII depois de derrotar Ricardo III na Batalha de Bosworth Field, encerrando a Guerra das Rosas.
| Nome                                                      | Retrato                                        | Nascimento                                                                               | Casamento(s)                                        | Morte                          | Ref    |
| --------------------------------------------------------- | ---------------------------------------------- | ---------------------------------------------------------------------------------------- | --------------------------------------------------- | ------------------------------ | ------ |
| Henrique VII 22 de agosto de 1485 – 21 de abril de 1509   |                                                | 28 de janeiro de 1457 filho de Margarida Beaufort e Edmundo Tudor, 1.º Conde de Richmond | Isabel de Iorque 18 de janeiro de 1486 8 filhos     | 21 de abril de 1509 52 anos    | [ 33 ] |
| Henrique VIII 21 de abril de 1509 – 28 de janeiro de 1547 |                                                | 28 de junho de 1491 filho de Henrique VII e Isabel de Iorque                             | Catarina de Aragão 11 de junho de 1509 1 filha      | 28 de janeiro de 1547 55 anos  | [ 34 ] |
| Henrique VIII 21 de abril de 1509 – 28 de janeiro de 1547 | Ana Bolena 25 de janeiro de 1533 1 filha       | 28 de junho de 1491 filho de Henrique VII e Isabel de Iorque                             |                                                     | 28 de janeiro de 1547 55 anos  | [ 34 ] |
| Henrique VIII 21 de abril de 1509 – 28 de janeiro de 1547 | Joana Seymour 30 de maio de 1536 1 filho       | 28 de junho de 1491 filho de Henrique VII e Isabel de Iorque                             |                                                     | 28 de janeiro de 1547 55 anos  | [ 34 ] |
| Henrique VIII 21 de abril de 1509 – 28 de janeiro de 1547 | Ana de Cleves 6 de janeiro de 1540 sem filhos  | 28 de junho de 1491 filho de Henrique VII e Isabel de Iorque                             |                                                     | 28 de janeiro de 1547 55 anos  | [ 34 ] |
| Henrique VIII 21 de abril de 1509 – 28 de janeiro de 1547 | Catarina Howard 28 de julho de 1540 sem filhos | 28 de junho de 1491 filho de Henrique VII e Isabel de Iorque                             |                                                     | 28 de janeiro de 1547 55 anos  | [ 34 ] |
| Henrique VIII 21 de abril de 1509 – 28 de janeiro de 1547 | Catarina Parr 12 de julho de 1543 sem filhos   | 28 de junho de 1491 filho de Henrique VII e Isabel de Iorque                             |                                                     | 28 de janeiro de 1547 55 anos  | [ 34 ] |
| Eduardo VI 28 de janeiro de 1547 – 6 de julho de 1553     |                                                | 12 de outubro de 1537 filho de Henrique VIII e Joana Seymour                             | não se casou                                        | 6 de julho de 1553 15 anos     | [ 35 ] |
| Maria I 19 de julho de 1553 – 17 de novembro de 1558      |                                                | 18 de fevereiro de 1516 filha de Henrique VIII e Catarina de Aragão                      | Filipe II de Espanha 25 de julho de 1554 sem filhos | 17 de novembro de 1558 42 anos | [ 36 ] |
| Isabel I 17 de novembro 1558 – 24 de março de 1603        |                                                | 7 de setembro de 1533 filha de Henrique VIII e Ana Bolena                                | não se casou                                        | 24 de março de 1603 69 anos    | [ 37 ] |

## Dinastia de Stuart
Isabel I morreu em 1603 sem herdeiros, então o rei escocês Jaime VI a sucedeu no trono inglês como Jaime I. Jaime descendia dos Tudors através de sua bisavó, Margarida Tudor, a filha mais velha de Henrique VII.
| Nome                                                           | Retrato | Nascimento                                                                     | Casamento                                               | Morte                         | Ref    |
| -------------------------------------------------------------- | ------- | ------------------------------------------------------------------------------ | ------------------------------------------------------- | ----------------------------- | ------ |
| Jaime I 24 de março de 1603 – 27 de março de 1625              |         | 19 de junho de 1566 filho de Maria da Escócia e Henrique Stuart, Lorde Darnley | Ana da Dinamarca 23 de novembro de 1589 7 filhos        | 27 de março de 1625 58 anos   | [ 38 ] |
| Carlos I 27 de março de 1625 – 30 de janeiro de 1649 (deposto) |         | 19 de novembro de 1600 filho de Jaime I e Ana da Dinamarca                     | Henriqueta Maria de França 13 de junho de 1625 9 filhos | 30 de janeiro de 1649 48 anos | [ 39 ] |

## Comunidade
Não houve monarca reinando entre a execução de Carlos I em 1649 e a Restauração de Carlos II em 1660. Ao invés disso, dois indivíduos exerceram o poder como Lordes Protetores durante o período conhecido como o Protetorado.
| Nome                                                                   | Retrato | Nascimento                                                          | Casamento                                         | Morte                         | Ref    |
| ---------------------------------------------------------------------- | ------- | ------------------------------------------------------------------- | ------------------------------------------------- | ----------------------------- | ------ |
| Oliver Cromwell 25 de dezembro de 1653 – 3 de setembro de 1658         |         | 25 de abril de 1599 filho de Robert Cromwell e Elizabeth Steward    | Elizabeth Bourchier 22 de agosto de 1620 9 filhos | 3 de setembro de 1658 59 anos | [ 40 ] |
| Richard Cromwell 3 de setembro de 1658 – 7 de maio de 1659 (renunciou) |         | 4 de outubro de 1626 filho de Oliver Cromwell e Elizabeth Bourchier | Dorothy Maijor maio de 1649 9 filhos              | 12 de julho de 1712 85 anos   | [ 40 ] |

## Dinastia de Stuart (restaurada)
Apesar da monarquia ter sido reestabelecida em 1660, nenhum acordo estável foi possível até a Revolução Gloriosa de 1688, quando o Parlamento ficou com o direito de escolher aquele que mais lhe agradasse como monarca.
| Nome                                                               | Retrato                                         | Nascimento                                                                             | Casamento(s)                                       | Morte                          | Ref    |
| ------------------------------------------------------------------ | ----------------------------------------------- | -------------------------------------------------------------------------------------- | -------------------------------------------------- | ------------------------------ | ------ |
| Carlos II 29 de maio de 1660 – 6 de fevereiro de 1685              |                                                 | 29 de maio de 1630 filho de Carlos I e Henriqueta Maria de França                      | Catarina de Bragança 21 de maio de 1662 sem filhos | 6 de fevereiro de 1685 54 anos | [ 41 ] |
| Jaime II 6 de fevereiro de 1685 – 23 de dezembro de 1688 (deposto) |                                                 | 14 de outubro de 1633 filho de Carlos I e Henriqueta Maria de França                   | Ana Hyde 3 de setembro de 1660 8 filhos            | 16 de setembro de 1701 67 anos | [ 42 ] |
| Jaime II 6 de fevereiro de 1685 – 23 de dezembro de 1688 (deposto) | Maria de Módena 21 de novembro de 1673 7 filhos | 14 de outubro de 1633 filho de Carlos I e Henriqueta Maria de França                   |                                                    | 16 de setembro de 1701 67 anos | [ 42 ] |
| Maria II 13 de fevereiro de 1689 – 28 de dezembro de 1694          |                                                 | 30 de abril de 1662 filha de Jaime II e Ana Hyde                                       | 4 de novembro de 1677 sem filhos                   | 28 de dezembro de 1694 32 anos | [ 43 ] |
| Guilherme III 13 de fevereiro de 1689 – 8 de março de 1702         |                                                 | 4 de novembro de 1650 filho de Maria, Princesa Real e Guilherme II, Príncipe de Orange | 4 de novembro de 1677 sem filhos                   | 8 de março de 1702 51 anos     | [ 43 ] |
| Ana 8 de março de 1702 – 1 de maio de 1707                         |                                                 | 6 de fevereiro de 1665 filha de Jaime II e Ana Hyde                                    | Jorge da Dinamarca 28 de julho de 1683 1 filho     | 1 de agosto de 1714 49 anos    | [ 44 ] |

- A lista continua com Lista de monarcas britânicos